# Бертэ, Эли
Эли Бертэ (фр. Émile Gebhart, встречается написание Берте, настоящее имя фр. Bertrand; 8 июня 1815, Лимож — 1 февраля 1891, Париж) — французский писатель, автор многочисленных приключенческих, уголовных и исторических романов, в том числе для детей и юношества.

## Биография
Эли Бертэ родился в Лиможе в многодетной семье местного торговца (помимо него в семье было пятеро детей). С детских лет Бертэ проявлял интерес к природе и чтению. Первое образование получил в городском колледже, получив по его окончании сразу две степени: бакалавра естественных наук и бакалавра литературы. Первые литературные опыты относятся к годам обучения в колледже.
Для получения дальнейшего образования, Бертэ отправился в 1834 году в Париж. Его родители, не разделявшие литературные наклонности сына, настояли на получении им юридического образования. Ослушавшись их, Б. сразу стал много писать и пытаться издать свои сочинения. Одновременно он стал преподавать, чтобы как-то зарабатывать себе на жизнь. Начинающему писателю оказали большую поддержку Эдуар Орльяк и Арсен Уссе. И в 1835 году под псевдонимом Эли Раймонд он выпустил свой первый сборник рассказов «Ночной светильник» (La Veilleuse). После этого он смог устроиться на работу в журнале «Le Siècle» («Век») и стал секретарем знаменитого в ту пору писателя Луи Денуайе (Louis Desnoyers). В 1840 году он женился на немке, в браке с которой у него было два сына.
Годы кропотливой работы принесли свои плода, и после 1840 года стали выходить в свет разные его произведения. Постепенно Эли Бертэ стал популярным французским писателем. Как писатель Бертэ отличался особой плодовитостью, причем в самых разных жанрах: среди его произведений — и детективные романы, и театральные пьесы, и фельетоны, и приключенческие повести… За свою долгую жизнь (а прожил он 75 лет) он издал более ста романов. Его книги были переведены на многие языки.
Умер Бертэ в Париже в 3 февраля 1891 года.

## Библиография русских переводов

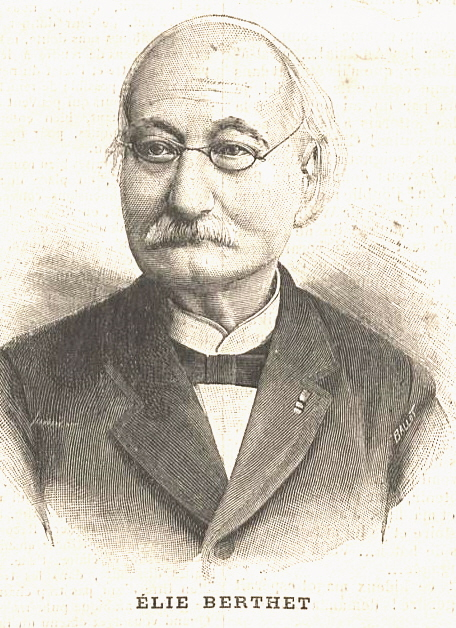
Эли Бертэ в старости